# Euthalia thibetana
Euthalia thibetana är en fjärilsart som beskrevs av Gustave Arthur Poujade 1886. Euthalia thibetana ingår i släktet Euthalia och familjen praktfjärilar. Inga underarter finns listade i Catalogue of Life.